# ヤン・ヴネンク

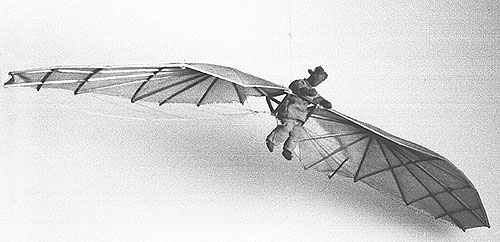
クラクフ博物館の展示

ヤン・ヴネンク（Jan Wnęk、1828年 - 1869年7月10日）はポーランドの大工であり、19世紀の後半、自作のグライダーで飛行に成功したとされている。
ドンブロヴァ・タルノフスカ近郊のカチュフカ（Kaczówka）に生まれた。無学な農民であったが、大工としての訓練を受け才能を示し、絵画の修復を行った。カトリック教会司祭のスタニスワフ・モルゲンステルンの励ましを受けて木彫や石彫刻にも習熟し、協会や墓地の彫刻を行った。彼の天使の彫刻は絶賛を受けた。メカニズムに対しても才能を示し、当時の農業のための道具の改良も行った。村芝居の役者を演じたこともあった。
ポーランドでは航空の先駆者とされている。独学で、上昇気流に乗って滑空する鳥を観察し、翼や尾の使い方を学び、死んだ鴨の翼の形を学んだ。いくつかの翼の模型をつくり、自らの重さの模型を作り手投げして確認を行った。1866年に樫の木の骨組みをつくり、ワニスを塗った布をはって翼を作った。数ヶ月の作業の後グライダーを作り、"Loty" （飛ぶもの）と名づけた。しっかりと座席に体を固定し、足で翼を動かして操縦する構造であった（タデウシュ・セヴェルィン教授の見解ではこの飛行機械は人力オーニソプターであったのかもしれない）。1866年6月に丘から短い飛行に成功した。数回の飛行を行い、グライダーを改良し、操縦にを学んだ。飛行に自信がつくと、50mの丘の上の45m教会の塔の上に離陸台の設置の許可を得た。1866年6月のPentecost教会の祭典の日に大勢の人々が訪れる中で、1800mの完璧な飛行と着陸に成功した。
教会の記録には1866年から1869年の間の祭りの日や新年の祝いの日に数回の公開での飛行が行われたことが残されている。近所の村々には評判が広まった。
1869年5月16日にオーストリア・ハンガリー帝国のオトポルィシュフのカーニバルでの飛行で墜落し、数日後に41歳で死亡した。妻と2人の子供が残された。4年間に及ぶ彼の飛行は終わり、オットー・リリエンタールの飛行に先立つこと25年に行われた飛行であったが、文書による記録や図面が残されることなく、航空の進歩に寄与することはなかった。近年、クラクフ民族学博物館の館長であったタデウシュ・セヴェルィンが教会のヴネンクの活動の記録を掘り起こしたが、確認されていない。